# Jin Hanato
Jin Hanato (端戸 仁 Hanato Jin?, Yokohama, Kanagawa, 31 de mayo de 1990) es un futbolista japonés que juega como delantero en el Kagoshima United FC de la J2 League.

## Trayectoria

### Clubes
| Club                         | País  | Año       |
| ---------------------------- | ----- | --------- |
| Yokohama F. Marinos          | Japón | 2009-2015 |
| Giravanz Kitakyushu (cedido) | Japón | 2012      |
| Shonan Bellmare              | Japón | 2016-2019 |
| Tokyo Verdy (cedido)         | Japón | 2019      |
| Tokyo Verdy                  | Japón | 2020-2022 |
| Kagoshima United FC (cedido) | Japón | 2022      |
| Kagoshima United FC          | Japón | 2023-     |

## Palmarés

### Títulos nacionales
| Título             | Club                | País  | Año  |
| ------------------ | ------------------- | ----- | ---- |
| Copa del Emperador | Yokohama F. Marinos | Japón | 2013 |
| J2 League          | Shonan Bellmare     | Japón | 2017 |
| Copa J. League     | Shonan Bellmare     | Japón | 2018 |